# Бобко Володимир Олегович
Володи́мир Оле́гович Бобко́ (нар. 19 жовтня 1980, Тернопіль, УРСР) — український філолог, учитель, підприємець, громадсько-політичний діяч. Член Національної спілки журналістів України. Депутат Тернопільської обласної ради (2009, 2015). Депутат Тернопільської районної ради (2020). Член ВО «Свобода» (2007).

## Життєпис
Володимир Бобко народився 19 жовтня 1980 року у місті Тернополі.
Закінчив Тернопільську загальноосвітню школу № 5 (1998), філологічний факультет Тернопільського національного педагогічного університету імені Володимира Гнатюка (2005), Київський національний університет імені Тараса Шевченка (2005), Тернопільський національний економічний університет (2009), мовну практику у м. Лондоні (2000—2003, Велика Британія). Працював менеджером із продажу в «Юмікс-плюс» у м. Києві (2004—2005), старшим викладачем гуманітарних дисциплін у Бучацькому інституті менеджменту і аудиту (2005—2006), начальником управління маркетингу в ПП «Промавто» у м. Тернополі (2006—2008), начальником управління маркетингу, помічником народного депутата України Михайла Головка на громадських засадах, від 2020 — прессекретар голови Тернопільської обласної ради.
Засновник ГО «Тернопільський інститут медійних інновацій» (2011).

## Відзнаки
- Подяка Тернопільської районної державної адміністрації (2014);
- Грамота Шумської районної державної адміністрації (2014);
- Грамота Тернопільської обласної державної адміністрації (2016);
- Подяка від 6-го запасного батальйону Добровольчого українського корпусу Правий сектор (2016);
- Грамота правління Тернопільської обласної організації Національної спілки журналістів України (2016);
- Грамота Тернопільської обласної ради (2018);
- Благословенна Грамота з відзнакою від Православної Української Церкви (2018)[4];
- Відзнака міського голови Тернополя (2018)[5];
- Подяка командира 44-ї окремої артилерійської бригади (2019)[6];
- Цінний подарунок (годинник) голови Тернопільської обласної ради (2019)[7];
- Відзнака міського голови Збаража (2020)[8];
- Орден святого Архістратига Михаїла II ступеня (2020)[9][10];
- Почесна грамота Тернопільської обласної ради (2021)[11].